# بوزن (استان اشوی‌داشکسیه)
بوزن (به لهستانی: Budzyń) یک منطقهٔ مسکونی در لهستان است که در گمینا بوسکو-زدروی واقع شده‌است.